# BB&T Atlanta Open 2016 - Qualificazioni singolare
Le qualificazioni del singolare del BB&T Atlanta Open 2016 sono state un torneo di tennis preliminare per accedere alla fase finale della manifestazione. I vincitori dell'ultimo turno sono entrati di diritto nel tabellone principale. In caso di ritiro di uno o più giocatori aventi diritto a questi sono subentrati i lucky loser, ossia i giocatori che hanno perso nell'ultimo turno ma che avevano una classifica più alta rispetto agli altri partecipanti che avevano comunque perso nel turno finale.

## Teste di serie
1. Thiago Monteiro (ultimo turno, lucky loser)
2. Tobias Kamke (ultimo turno, lucky loser)
3. Austin Krajicek (qualificato)
4. Miša Zverev (qualificato)

1. James Duckworth (ultimo turno)
2. Tommy Paul (primo turno)
3. John-Patrick Smith (qualificato)
4. Alexander Sarkissian (primo turno)

## Qualificati
1. Christopher Eubanks
2. John-Patrick Smith

1. Austin Krajicek
2. Miša Zverev

### Lucky loser
1. Thiago Monteiro

1. Tobias Kamke

## Tabellone

### Legenda
| - Q = Qualificato - WC = Wild card - LL = Lucky loser | - ALT = Alternate - SE = Special Exempt - PR = Protected Ranking | - w/o = Walkover - r = Ritirato - d = Squalificato |

### Sezione 1
|  | Primo turno | Primo turno         | Primo turno         | Primo turno | Primo turno |  |  | Ultimo turno | Ultimo turno        | Ultimo turno        | Ultimo turno | Ultimo turno |  |
|  |             |                     |                     |             |             |  |  |              |                     |                     |              |              |  |
|  | 1           | Thiago Monteiro     | Thiago Monteiro     | 6           | 6           |  |  |              |                     |                     |              |              |  |
|  | WC          | Trent Bryde         | Trent Bryde         | 0           | 2           |  |  | 1            | Thiago Monteiro     | Thiago Monteiro     | 4            | 5            |  |
|  | WC          | Christopher Eubanks | Christopher Eubanks | 6           | 7           |  |  | WC           | Christopher Eubanks | Christopher Eubanks | 6            | 7            |  |
|  | 6           | Tommy Paul          | Tommy Paul          | 2           | 5           |  |  |              |                     |                     |              |              |  |

### Sezione 2
|  | Primo turno | Primo turno        | Primo turno        | Primo turno | Primo turno |  |  | Ultimo turno | Ultimo turno       | Ultimo turno       | Ultimo turno | Ultimo turno |  |
|  |             |                    |                    |             |             |  |  |              |                    |                    |              |              |  |
|  | 2           | Tobias Kamke       | Tobias Kamke       | 6           | 6           |  |  |              |                    |                    |              |              |  |
|  |             | Michael Mmoh       | Michael Mmoh       | 4           | 2           |  |  | 2            | Tobias Kamke       | Tobias Kamke       | 64           | 3            |  |
|  |             | Andrew Carter      | Andrew Carter      | 3           | 3           |  |  | 7            | John-Patrick Smith | John-Patrick Smith | 7            | 6            |  |
|  | 7           | John-Patrick Smith | John-Patrick Smith | 6           | 6           |  |  |              |                    |                    |              |              |  |

### Sezione 3
|  | Primo turno | Primo turno          | Primo turno          | Primo turno | Primo turno |  |  | Ultimo turno | Ultimo turno    | Ultimo turno | Ultimo turno | Ultimo turno |  |
|  |             |                      |                      |             |             |  |  |              |                 |              |              |              |  |
|  | 3           | Austin Krajicek      | 7                    | 4           | 6           |  |  |              |                 |              |              |              |  |
|  |             | Lloyd Glasspool      | 6                    | 6           | 4           |  |  | 3            | Austin Krajicek | 3            | 7            | 7            |  |
|  |             | Juan Ignacio Londero | Juan Ignacio Londero | 2           | 2           |  |  | 5            | James Duckworth | 6            | 65           | 65           |  |
|  | 5           | James Duckworth      | James Duckworth      | 6           | 6           |  |  |              |                 |              |              |              |  |

### Sezione 4
|  | Primo turno | Primo turno          | Primo turno | Primo turno | Primo turno |  |  | Ultimo turno | Ultimo turno    | Ultimo turno    | Ultimo turno | Ultimo turno |  |
|  |             |                      |             |             |             |  |  |              |                 |                 |              |              |  |
|  | 4           | Miša Zverev          | Miša Zverev | 6           | 6           |  |  |              |                 |                 |              |              |  |
|  |             | Matt Reid            | Matt Reid   | 4           | 2           |  |  | 4            | Miša Zverev     | Miša Zverev     | 7            | 7            |  |
|  |             | Nicolas Meister      | 5           | 6           | 6           |  |  |              | Nicolas Meister | Nicolas Meister | 65           | 5            |  |
|  | 8           | Alexander Sarkissian | 7           | 3           | 4           |  |  |              |                 |                 |              |              |  |